# Millionenstadt

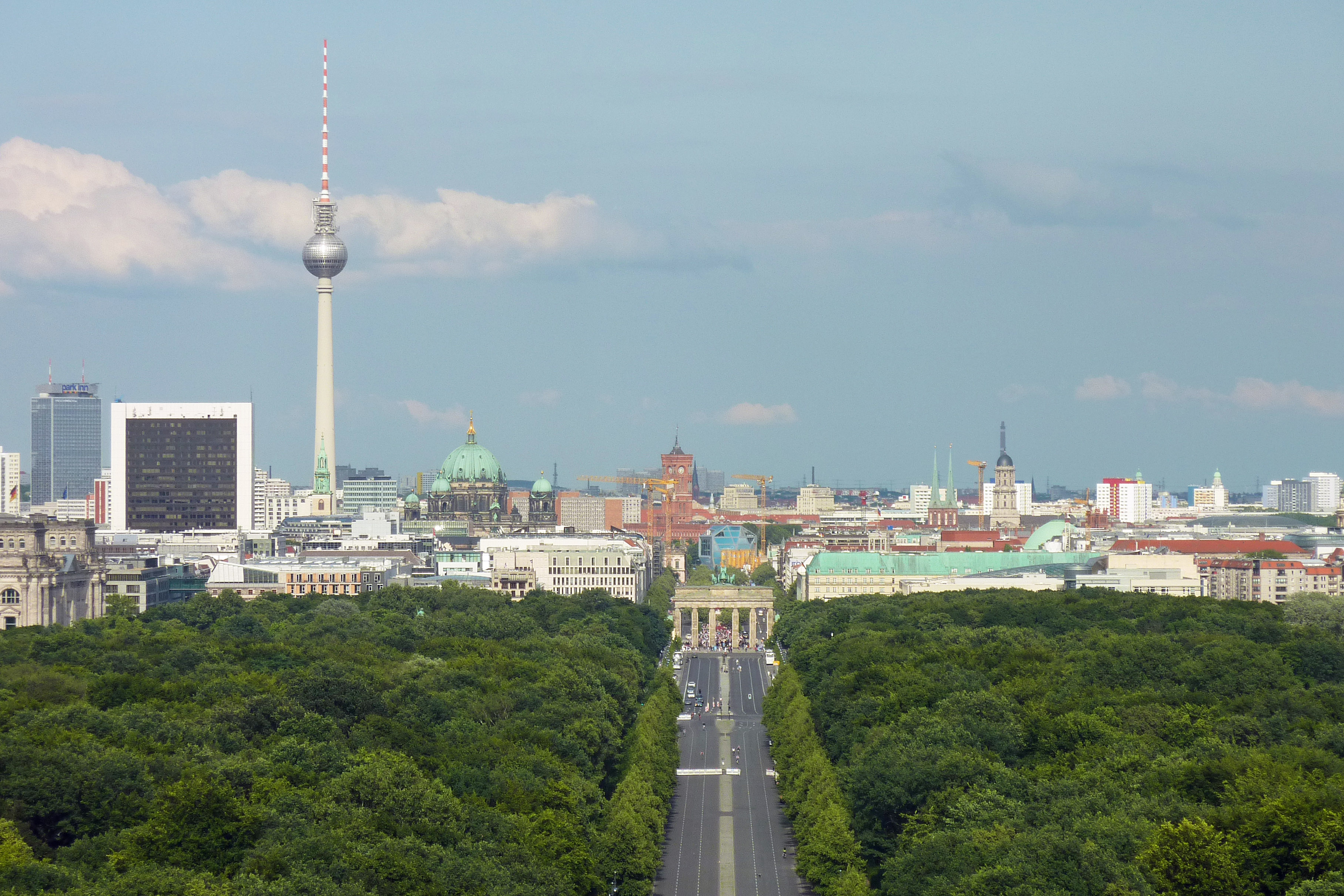
Berlin ist mit über 3,8 Millionen Einwohnern die größte Stadt in Deutschland und der EU.

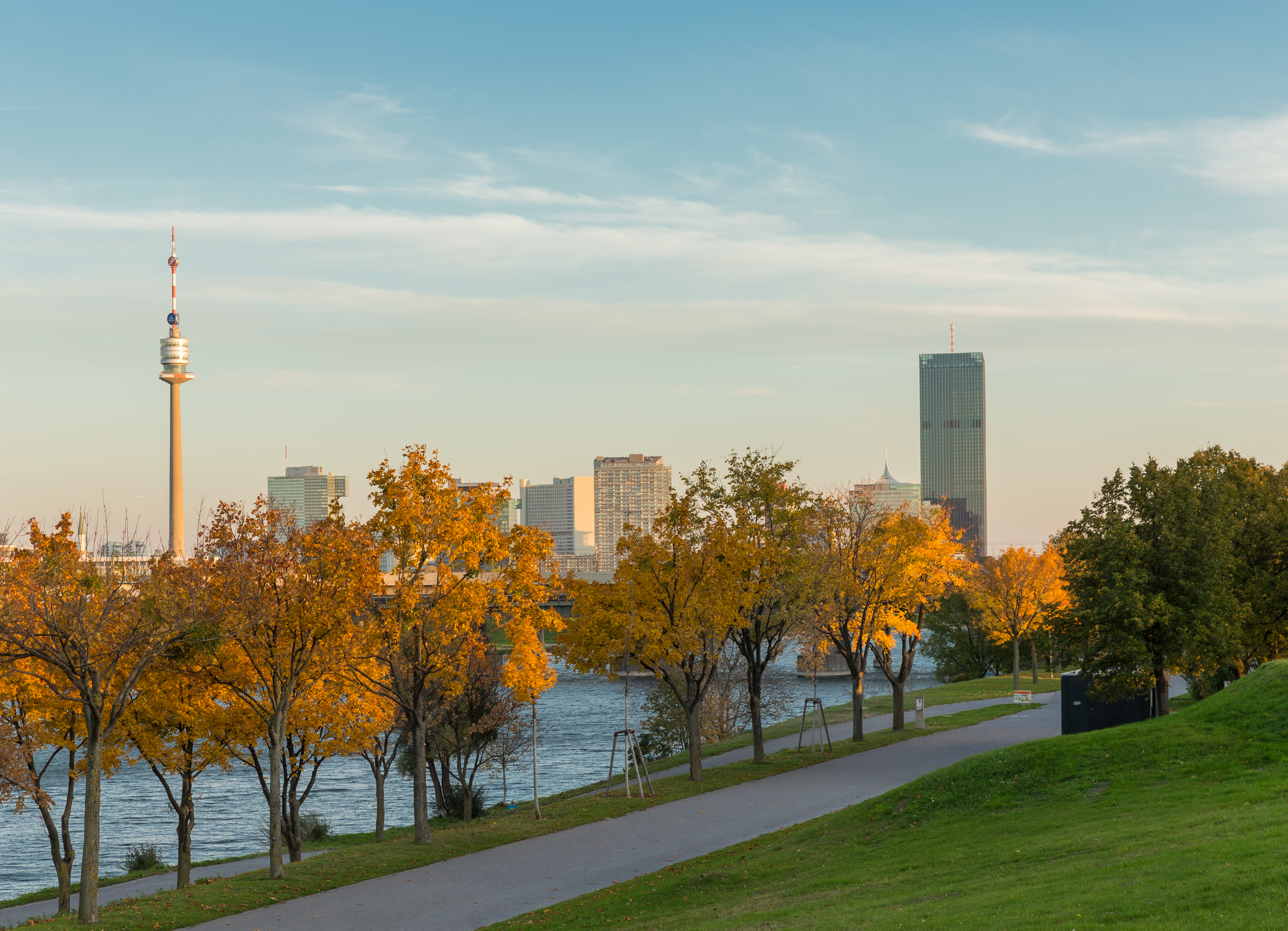
Wien ist mit 2 Millionen Einwohnern Österreichs einzige Millionenstadt.

Eine Millionenstadt ist eine Stadt mit mindestens 1.000.000 Einwohnern. Es gibt ungefähr 500 Millionenstädte auf der Erde, in denen etwa 1,6 Milliarden Menschen und damit durchschnittlich über 3 Millionen Menschen pro Stadt leben.
Oft sind Millionenstädte, bedingt durch ihre große Einwohnerzahl, auch gleichzeitig Metropolen oder Weltstädte. Während zahlreiche sehr große Städte, etwa in Asien oder Afrika, wenig oder gar keine internationale Bedeutung besitzen, gibt es etwa in Europa relativ kleine Städte mit sehr großer Bedeutung im internationalen Städtevergleich (Beispiele sind Frankfurt am Main, Zürich oder Luxemburg).
Die Anzahl der Millionenstädte in einem Land ist ein möglicher Indikator für den Grad der Verstädterung. So hat Australien mit nur 24 Millionen Einwohnern fünf Millionenstädte (Verstädterung > 90 %), während das über fünfzig Mal bevölkerungsreichere Indien (über 1 Mrd. Einwohner) nur 24 Millionenstädte hat (Verstädterung < 25 %).
Die Bezeichnung einer Stadt als Millionenstadt ist ausgesprochen willkürlich, da sie sich im Allgemeinen auf die Einwohnerzahl der politisch-administrativen Stadtgemeinde bezieht. Die Lage von Stadtgrenzen folgt in den meisten Fällen aber nicht den siedlungsstrukturellen oder funktionalen Verflechtungen innerhalb einer Stadtregion, sondern den lokalpolitischen Machtverhältnissen, dem Reformwillen der staatlichen Instanzen oder schlicht dem Zufall.
Um den unbefriedigenden und die Statistiken verzerrenden Bezug auf das administrative Stadtgebiet durch einen objektiveren Ansatz zu ersetzen, wird als Bemessungsgrundlage der Einwohnerzahl auch die Agglomeration, also die Kernstadt zuzüglich eng mit ihr verflochtener Vorortgemeinden, herangezogen. Damit erreicht man zwar eine bessere Annäherung an die tatsächliche Einwohnerzahl der Stadtregion, es schafft allerdings das neue Problem der objektiven Abgrenzung dieser Region. Es sind also objektive Kriterien festzulegen, welche Vorortgemeinden einzubeziehen sind und welche nicht. Hierzu bestehen die unterschiedlichsten Ansätze, etwa die Bevölkerungsdichte des gesamten, des bebauten oder des bebaubaren Gemeindegebietes, die verkehrliche Verknüpfung mit der Kernstadt oder die zusammenhängende Bebauung mit dieser.
Als erste Stadt der Welt wurde Rom im 1. Jahrhundert n. Chr. Millionenstadt.

## Millionenstädte im deutschsprachigen Raum
Im deutschsprachigen Raum gibt es, bezogen auf das administrative Stadtgebiet, derzeit fünf Millionenstädte (Berlin, Wien, Hamburg, München und Köln). Köln war in den 1970er Jahren bereits kurzzeitig Millionenstadt, verlor diesen Status später wieder, hat aber seit Ende Mai 2010 die Eine-Million-Marke wieder überschritten und ist daher derzeit die fünfte deutschsprachige Millionenstadt.
Im Stadtgebiet von Frankfurt am Main halten sich tagsüber, bedingt durch die hohe Zahl der Einpendler, über eine Million Menschen auf. Die Zahl der mit Hauptwohnsitz gemeldeten Personen liegt allerdings deutlich darunter.
Bezogen auf die Stadtregion, also einschließlich des sogenannten Speckgürtels, zählen im deutschsprachigen Raum auch die Stadtregionen Frankfurt am Main, Stuttgart, Düsseldorf, Zürich und das aus vier Kernstädten bestehende Ruhrgebiet über eine Million Einwohner. Diese Stadtregionen sind nicht zu verwechseln mit Agglomerationen im Allgemeinen, von denen sehr viele, oder den wesentlich weiter gefassten „Metropolregionen“, von denen alle die Millionengrenze überschreiten.